# ヴェルノレ
ヴェルノレ（イタリア語: Vernole）は、イタリア共和国プッリャ州レッチェ県にある、人口約7,000人の基礎自治体（コムーネ）。

## 地理

### 位置・広がり

#### 隣接コムーネ
隣接するコムーネは以下の通り。
- カリメーラ
- カストリ・ディ・レッチェ
- レッチェ
- リッツァネッロ
- メレンドゥーニョ

## 行政

### 分離集落
ヴェルノレには、以下の分離集落（フラツィオーネ）がある。
- Acaya, Acquarica di Lecce, Pisignano, Strudà, San Cataldo (parte), Torre Specchia (parte), Vanze

## 自然・環境
アドリア海の沿岸湿地 Le Cesine は、ラムサール条約登録湿地になっている。イタリアのラムサール条約登録地一覧も参照。

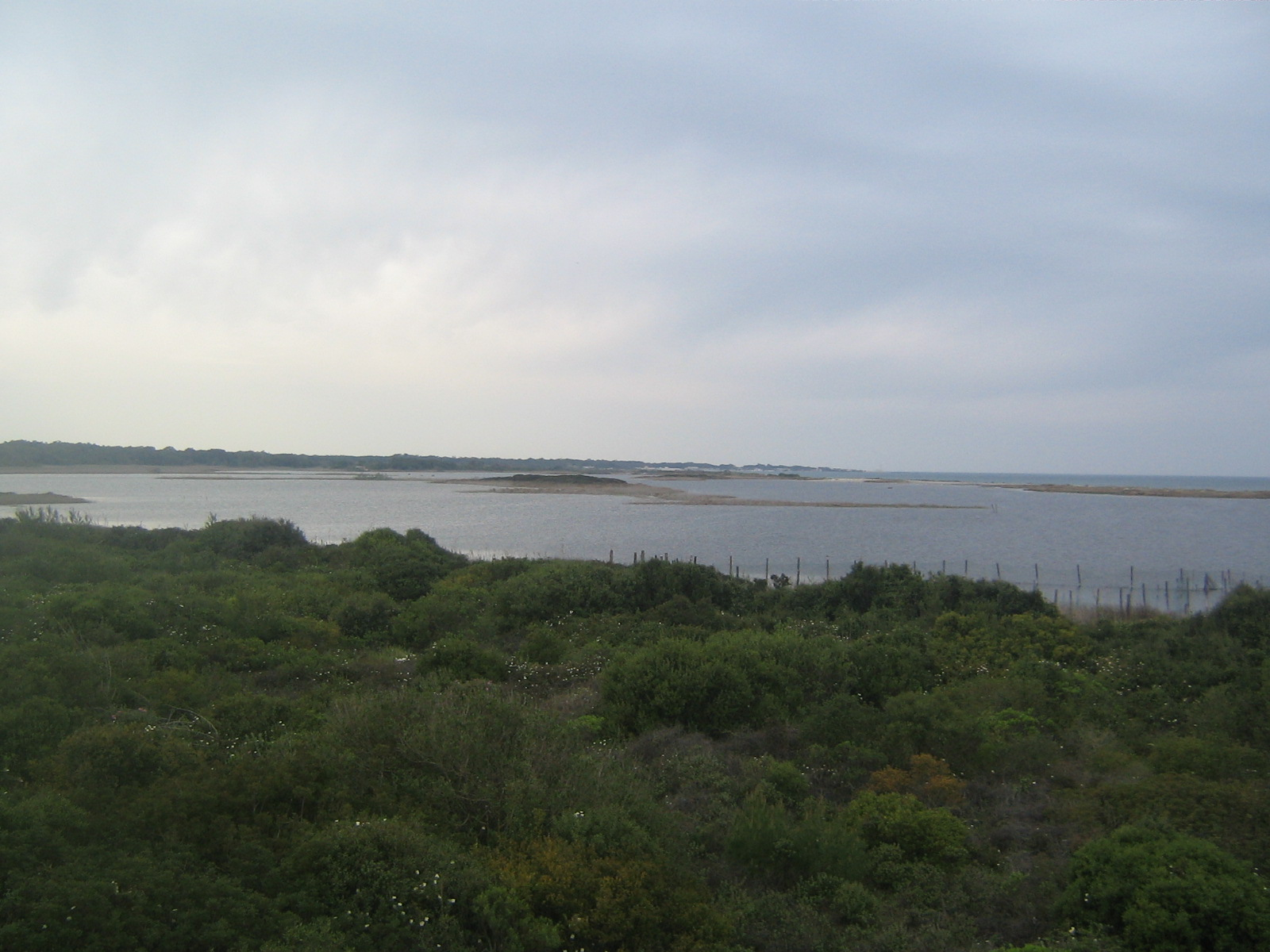